# Wierland

Wierlands läge i guvernementet Estland.

Wierland (Virland, estniska: Virumaa), historiskt landskap vid Finska vikens södra strand i nordöstra Estland. Huvudort är Rakvere och andra större städer i landskapet är Kunda, Narva och Kohtla-Järve.
När den tyska ordensstaten föll samman ställde sig Wierland tillsammans med Jerwen, Harrien och staden Reval (Tallinn) år 1561 under svenskt beskydd och bildade grunden till det som senare blev Svenska Estland. År 1721 kom området till Ryssland och 1918 till Estland. Under den sovjetiska ockupationen (1944–1991) var den ryska inflyttningen stor, särskilt till östra Wierland, vilket renderat i att till exempel Narvas befolkning till 95 % utgörs av etniska ryssar idag. Landskapets historiska territorium utgörs idag av landskapen Lääne-Virumaa (Västra Wierland) och Ida-Virumaa (Östra Wierland).
Virland står omnämnd på några svenska runstenar, däribland Upplands runinskrifter 533 och 356.

## Socknar
- Haljala socken
- Iisaku socken
- Jõhvi socken
- Kadrina socken
- Lüganuse socken
- Rakvere socken
- Simuna socken
- Vaivara socken
- Viru-Jaagupi socken
- Viru-Nigula socken
- Väike-Maarja socken